# Château-Chinon (Ville)
Château-Chinon (Ville) is een gemeente in het Franse departement Nièvre (regio Bourgogne-Franche-Comté). De plaats is de onderprefectuur van het arrondissement Château-Chinon (Ville). De gemeente telde 1.857 inwoners op 1 januari 2022.
Château-Chinon (Ville) ligt vlak naast Château-Chinon (Campagne). De twee werden gescheiden tijdens de Franse Revolutie. Aanvankelijk werd de naam geschreven zonder spatie: Château-Chinon(Ville). Sinds 2009 echter schrijven het INSEE en verschillende Franse ministeries de naam met spatie.
Van 1959 tot 1981 was François Mitterrand burgemeester van Château-Chinon (Ville).

## Geschiedenis
De plaats is ontstaan rond een Gallisch oppidum en was een Gallo-Romeinse nederzetting. De plaats werd voor het eerst vernoemd in 1075 en ontstond rond een feodaal kasteel. Als grensstad tussen Frankrijk en Bourgondië werd de plaats verschillende keren geteisterd door oorlogsgeweld en in 1588 door de pest. Het kasteel werd vernietigd in 1475, en stenen van het kasteel werden gebruikt voor de bouw van de kerk. De heerlijkheid Château-Chinon was door de eeuwen heen in de handen van verschillende adellijke families: Orléans-Longueville vanaf 1517, Savoie-Carigon vanaf 1664 en Mascrani vanaf 1686 tot de Franse Revolutie.
Na de Franse Revolutie werd de gemeente gesplitst en heette ze een tijd Chinon-la-Montagne. Ze werd toen ook hoofdplaats van een arrondissement.

## Geografie
De oppervlakte van Château-Chinon (Ville) bedroeg op 1 januari 2022 4,28 vierkante kilometer; de bevolkingsdichtheid was toen 433,9 inwoners per km².

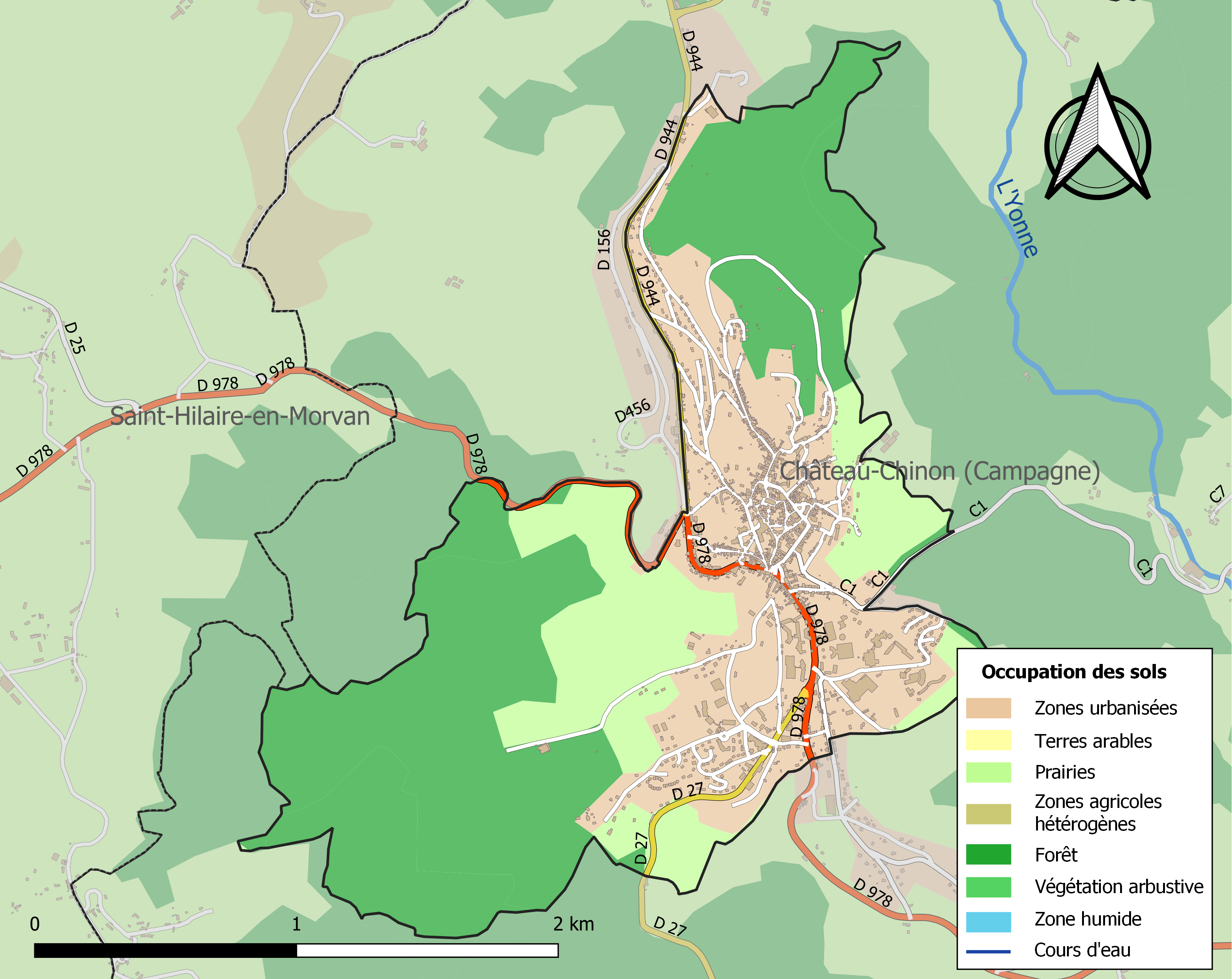
Kaart van de gemeente met de belangrijkste infrastructuur, bodemgebruik en omliggende gemeenten

## Demografie
Onderstaande figuur toont het verloop van het inwonertal (bron: INSEE-tellingen).

## Bezienswaardigheden

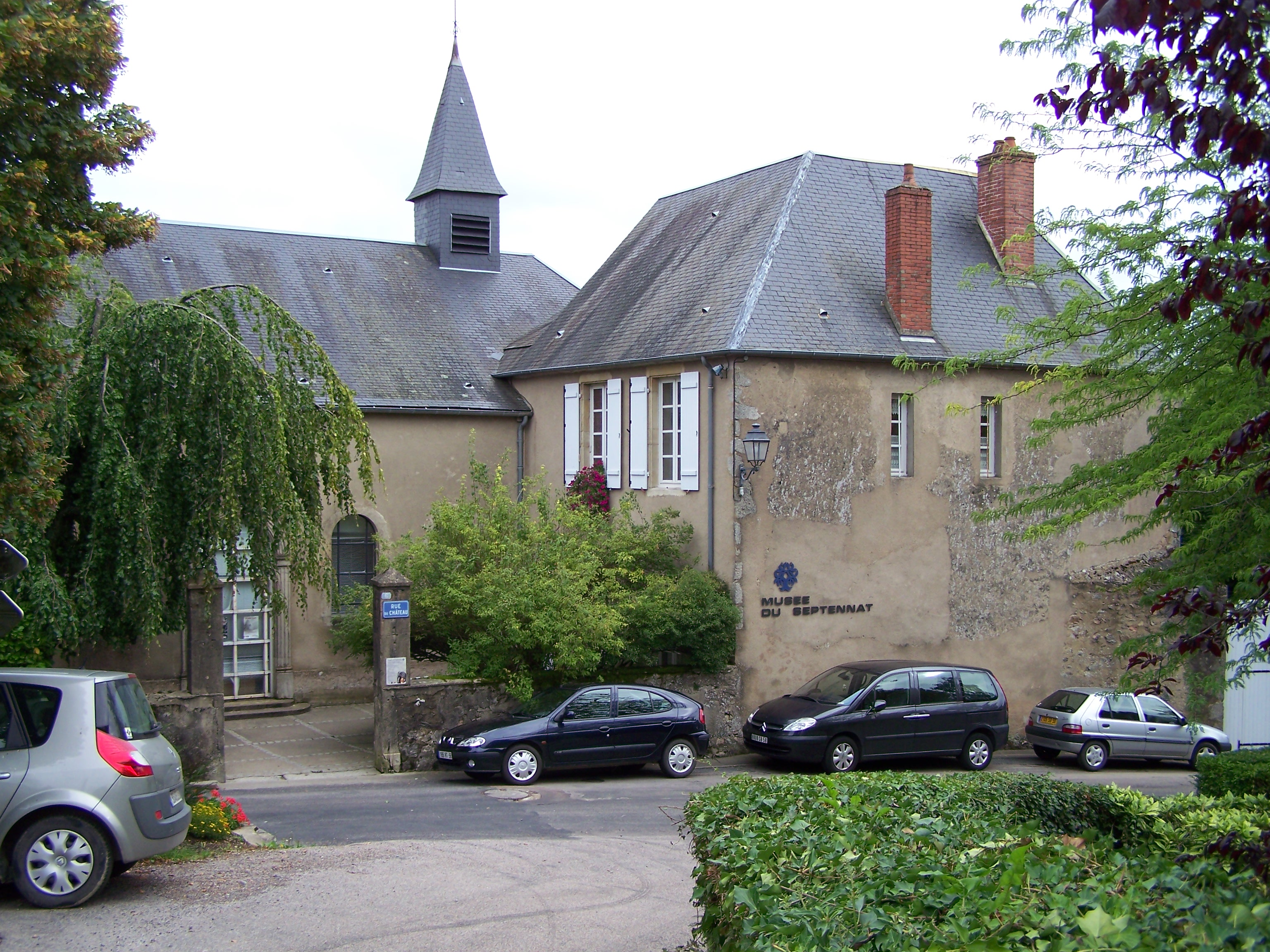
Musée du Septennat

- In het Musée du Septennat, dat in een voormalig klooster is gevestigd, zijn de vele geschenken van allerlei aard bijeengebracht, die oud-burgemeester François Mitterrand tijdens zijn presidentschap heeft ontvangen. Mitterrand uitte zijn dankbaarheid jegens Château-Chinon door de geschenken op zijn beurt aan het stadje te schenken. De geschenken zijn naar afkomst geordend en de collectie bevat tapijten, meubels, vazen en objecten in goud en diamanten. Meerdere vertrekken zijn gewijd aan Afrikaanse geschenken. Ook decoraties, medailles en "sleutels van belangrijke steden" die hij tijdens zijn vele reizen heeft ontvangen zijn er te bewonderen. De naam van het museum Septennat staat voor de 7-jarige periode van het Franse presidentschap.
- Het Musée du Costume et des Arts et Traditions populaires du Morvan herbergt kostuums uit de 18e eeuw en een deel uit de collectie van Jules Dardy.

## Geboren in Château-Chinon
- Régine Pernoud (1909-1998), schrijfster en historica